# Ungdomens kritikerpris
Ungdomens kritikerpris (norska:Ungdommens kritikerpris) är ett norskt litterärt pris och är ett samarbete mellan Foreningen !les, Norsk kritikerlag, Utdanningsdirektoratet, Den norske Forleggerforening och Utdanningsforbundet.
Nomineringarna görs av Norsk kritikerlag, och elever vid sex skolor skall utse sin favorit. Nomineringen ger inte förtur för böcker som räknas som speciellt populära bland ungdomar. 
Priset delades ut för första gången 2006 och har som målsättning att vara årligt återkommande. 12 mars 2020 delades priset ut för 15:e gången.

## Pristagare
Åren nedan noterar året före utdelandet.
- 2005 – Roy Jacobsen för Hoggerne
- 2006 – Bjarte Breiteig för Folk har begynt å banke på
- 2007 – Johan Harstad för Hässelby
- 2008 – Nikolaj Frobenius för Jeg skal vise dere frykten
- 2009 – Jon Øystein Flink för Sex, død og ekteskap
- 2010 – Helga Flatland för Bli hvis du kan. Reis hvis du må
- 2011 – Stig Sæterbakken för Gjennom natten
- 2012 – Eivind Hofstad Evjemo för Det siste du skal se er et ansikt av kjærlighet
- 2013 – Agnes Ravatn för Fugletribunalet
- 2014 – Birger Emanuelsen för Fra jorden roper blodet
- 2015 – Tiril Broch Aakre för Redd barna[1]
- 2016 – Nina Lykke för nei og atter nei[1]
- 2017 – Demian Vitanza för Dette livet eller det neste[1]
- 2018 – Ellen Mari Thelle för Bernard banker[1]